# Moho ozdobný
Moho ozdobný (Moho nobilis) je vyhynulý pták z čeledi Mohoidae, který představoval největšího zástupce svého rodu. Přirozeně se vyskytoval na ostrově Havaj. Moho ozdobný se vyznačoval okrasnými prodlouženými pery na křídlech, která měla jásavě žlutou barvu a jež byla ceněna původním obyvatelstvem Havajských ostrovů. Vyhynutí tohoto druhu bylo nejspíše zapříčiněno ztrátou přirozených stanovišť, v menší míře i lovem. Poslední spolehlivý záznam pochází z roku 1934.

## Popis
Moho ozdobný měřil asi 32 cm, samice však dosahovaly o něco menší velikosti než samci a měly kratší ocas. Z celého rodu byl tento druh největší. Zbarvení peří bylo na hlavě, hřbetu a křídlech leskle černé, spodek těla přecházel na břiše do hnědého opeření. Druh se vyznačoval okrasnými prodlouženými pery na křídlech. Pera měla jasně žlutou barvu a tvořila určité chomáčky. Tento specifický znak se však rozvíjel pouze u dospělých jedinců. Ozdobná byla rovněž střední ocasní pera, jež měla leskle černé zbarvení podobně jako tělo, dosahovala větší délky než zbytek ocasního peří a na konci byla zkroucená. Ocasní krovky měly ze spodní strany žluté zbarvení. Zobák, nohy a chodidla byly černé.
Rozměry:
Samec:
- křídlo 15 cm
- ocas 19 cm
- zobák 3,3 cm
- běhák 3,8 cm

Samice:
- křídlo 11 cm
- ocas 15 cm
- zobák 3 cm
- běhák 3,5 cm

## Biologie

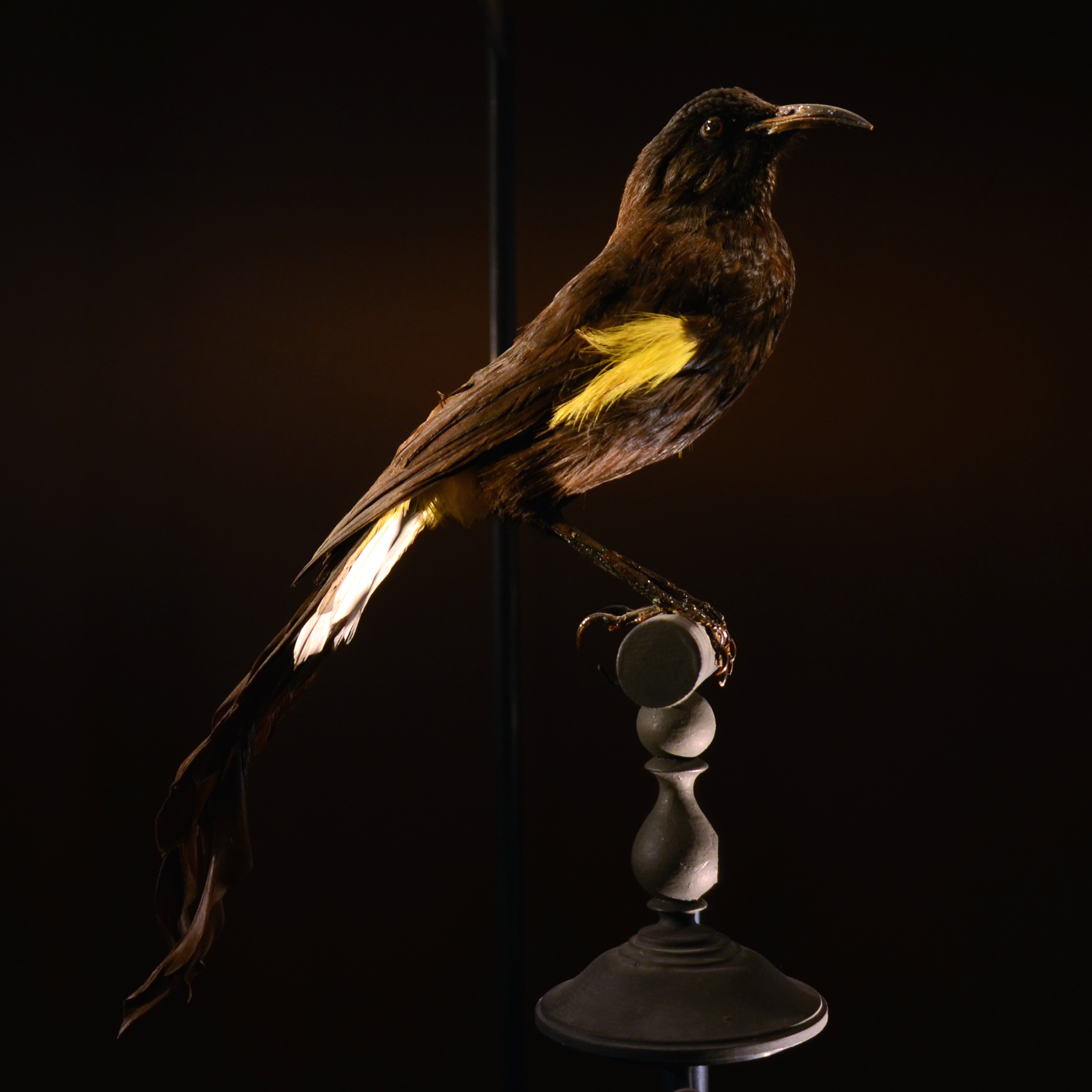
Moho ozdobný v Muséum national d'histoire naturelle v Paříži

Moho ozdobný se přirozeně vyskytoval na ostrově Havaj, jenž je největším ostrovem z hlavní skupiny ostrovů Havajského souostroví v Tichém oceánu. Byl druhem vlhkých horských lesů. Historicky šlo zřejmě o hojného opeřence, jenž žil prakticky na celém ostrově, a to až do nadmořské výšky přes 1 200 m n. m., údajně byl však pozorován i v lokalitách přesahujících 1 800 m n. m. V havajštině byl pojmenován Oʻo, přičemž toto označení představuje onomatopoion a odkazuje na charakteristické volání druhu, jež se mohlo nést i na stovky metrů daleko. Západní pozorovatelé ptáka považovali za extrémně plachého a ostražitého, ač v zajetí mohl být poměrně snadno ochočen. Obyčejně se pohyboval v baldachýnu vysokých stromů, nicméně pokud se cítil v bezpečí, mohl hledat potravu i v lesním podrostu. Létal velmi rychle a rychlými pohyby křídel za letu vydával charakteristický bzučivý zvuk. Živil se nektarem, jenž mu poskytovaly místní druhy rostlin, jako některé stromové lobelky nebo strom ʻōhiʻa (odb. Metrosideros polymorpha). Ke konzumaci této potravy mu pomáhal dlouhý trubicovitý jazyk. Vyjma nektaru moho pojídal také některé plody a potrava zahrnovala i určitou část masité složky (hmyz a larvy).
Cenné množství informací o biologii tohoto druhu poskytl Robert Cyril Layton Perkins, britský přírodovědec žijící mezi lety 1866 až 1955, jenž strávil velké množství času studiem havajské divočiny a pozoroval mnohé dnes již vyhynulé druhy ptáků. Perkins mimo jiné popisuje i to, jak se moho ozdobný choval agresivně k ostatním druhům původního ptactva:
Oʻo z Havaje je ze všech lesních ptáků nejplašší a nejopatrnější, čemuž se nelze divit, když si uvědomíme, že ho jen pro pár žlutých per vytrvale lovily celé generace místních. … V zimních měsících ptáci často tvoří páry rozptýlené po celém lese na příznivých lokalitách, ale po konci hnízdění, v době, kdy mláďata ještě následují své rodiče, se mnozí ptáci shromažďují na menších územích a tehdy jsme jich viděli až tucet na jednom stromě. … [Oʻo] Je velmi nesnášenlivý k šatovníkům šarlatovým (Vestiaria [nyní patří do rodu Drepanis, pozn.]) a občas se přestane krmit, jen aby odehnal ptáka, jenž se odvážil vniknout na jeho strom. Někdy dokonce krmný strom úplně opustí, ať už jsou květy jakkoli bohaté, pouze aby vypudil z nějakého vzdáleného stromu šatovníka, jehož tam náhodou zahlédl. Tato agresivita se zdá být tak bezohledná a zbytečná a ptáka tak často vyrušuje od potravy, že se můžeme domnívat, že se jedná o prastarý zvyk, který pochází z dob, kdy buď bylo květů poskytujících nektar méně, nebo ptáků, kteří se jimi živili, bylo mnohem více.
Robert Cyril Layton Perkins, 1903

## Historie a vyhubení

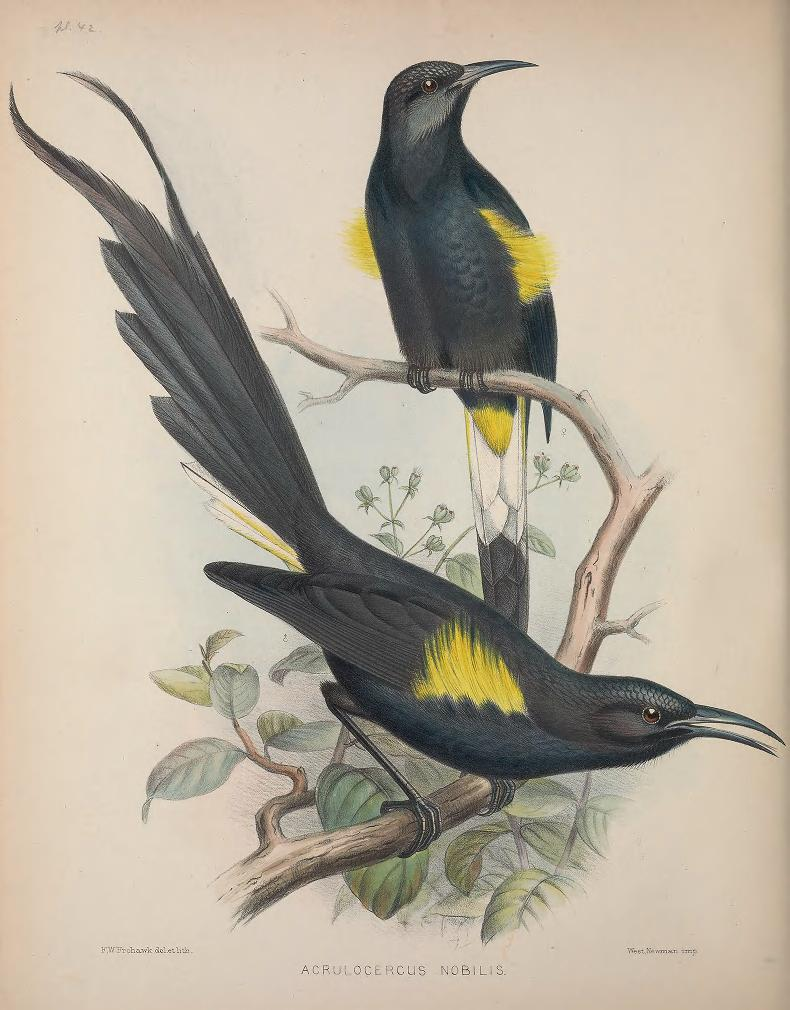
Moho ozdobný na kresbě F. W. Frohawka

Moho ozdobný byl znám již původnímu havajskému obyvatelstvu, přičemž Polynésané si velmi cenili okrasného peří těchto ptáků. Žlutá pírka, jež vyrůstala na křídlech, byla využívána k výrobě honosných oděvů pro vysoce postavené panovníky ostrova. Ptáci byli za tímto účelem loveni po tisících. K jejich lovu sloužil většinou ptačí lep, přičemž Polynésané údajně využívali i jejich agresivního chování k jiným druhům ptactva. Návnadou v takovém případě byli odchycení šatovníci; při útoku na ně následně v pasti uvízl i moho. Pokud bylo ptákovi moho oškubáno pouze těch několik žádaných ozdobných per, nebylo mu nijak závažně ublíženo; je nicméně možné, že mnoho z polapených opeřenců následně sloužilo i jako zdroj masa, jež bylo podle některých záznamů delikátní, zvláště smažené. Pro západní svět byl moho ozdobný objeven až v průběhu třetí plavby Jamese Cooka ve druhé polovině 70. let 18. století. Navzdory tomu však byly první informace o jeho chování získány až s americkou průzkumnou expedicí z let 1838 až 1842, jejímž členem byl ornitolog a ilustrátor divoké přírody Titian Peale.

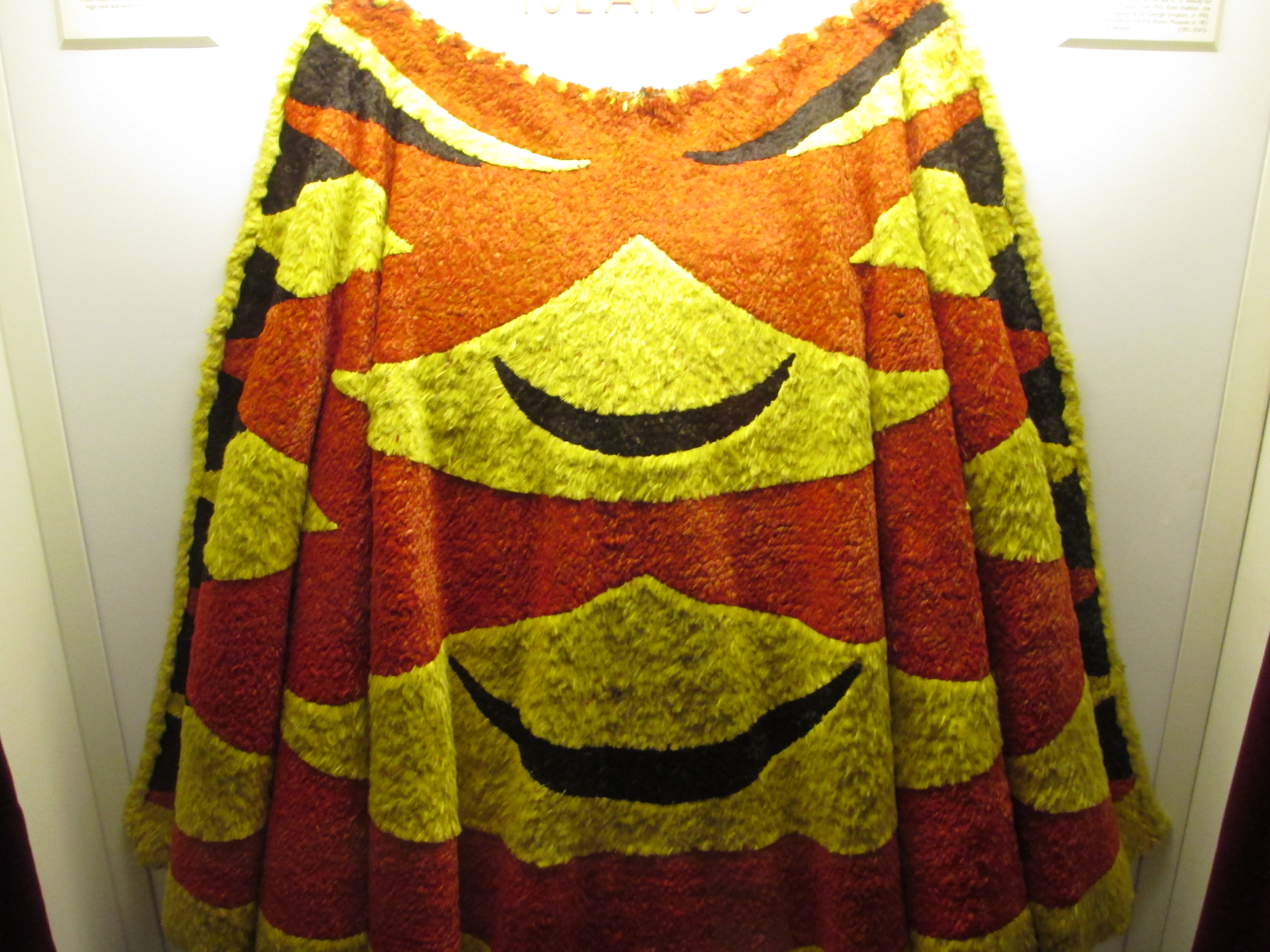
Plášť patřící havajské princezně Kekāuluohi Kaʻahumanu III., jenž je mj. tvořen peřím druhu moho ozdobný

Proč moho ozdobný vyhynul, není zcela jasné. Mezinárodní svaz ochrany přírody (IUCN) považuje za hlavní faktory vyhynutí ztrátu přirozeného prostředí společně se šířením nových nemocí, v menší míře pak i lov. Fakt, že moho ozdobný vyhynul až v průběhu 19. a 20. století, aniž by jeho populace významně poškodilo předchozí historické pronásledování domorodců, svědčí o tom, že primární problém představovalo spíše mýcení původních lesů, které musely ustoupit plantážím či pastvinám. Na tyto problémy se každopádně lovecké aktivity mohly dále nabalovat. Ptáci byli zabíjeni i jako ceněná součást muzejních sbírek a lov mnohdy probíhal skutečně v ohromujícím měřítku. Například podle amerického ornitologa Henryho Henshawa byla jenom v roce 1898 ulovena severně od Wailuku tisícovka jedinců. Podobná úroveň lovu mohla zničit poslední početnější populace, které na konci 19. století ještě na ostrově přežívaly. Na začátku 20. století se po mohovi ozdobném postupně slehla zem. Poslední záznam o tomto druhu pochází z roku 1934, kdy znalý ornitolog George Munro slyšel na svazích sopky Mauna Loa zpěv jednoho jedince. Od té doby spolehlivé informace scházejí a IUCN druh moho ozdobný vede jako vyhynulý. Exponáty tohoto druhu jsou uchovány v asi 16 muzejních institucích v Evropě a Spojených státech amerických.